# Miguel del Carpio y Melgar
Juan Miguel del Carpio y Melgar, (Arequipa, 20 de septiembre de 1795 - Lima, 9 de agosto de 1869) fue un médico, abogado, escritor, político y magistrado peruano. Se destacó como mecenas de poetas y auspiciador de certámenes y tertulias literarias. Fue además ministro general (1842); presidente del Consejo de Ministros y ministro de Gobierno, Culto y Obras Públicas (1859-1860); ministro interino de Relaciones Exteriores (1860); vocal de la Corte Suprema; senador y presidente del Senado (1861-1863). Así como decano del Colegio de Abogados de Lima.

## Biografía
Fue hijo de Josef del Carpio y Manuela Melgar Domínguez.
Cursó Teología y Latinidad en el Seminario de San Jerónimo, de su ciudad natal. En 1815, en contra de la voluntad de su padre, se trasladó a Lima para seguir la carrera médica. Al mismo tiempo se imbuía de los clásicos de la literatura francesa y aprendía la lengua inglesa. En 1819 se graduó de bachiller en artes y medicina en la Universidad Mayor de San Marcos.
En 1820 se unió al Ejército Libertador de José de San Martín con el grado de subteniente. Asistió a la proclamación de la Independencia realizada en Lima. Ascendió a teniente y se contó entre los patriotas derrotados en la batalla de La Macacona, el 6 de abril de 1822. Apresado por los españoles, fue internado en la isla Esteves, en el lago Titicaca. Su cautiverio duró dos años, diez meses y cuatro días. Trasladado a Santa Cruz de la Sierra, sirvió como cirujano en las fuerzas realistas del general Francisco Javier Aguilera.
Consumada la independencia del Alto Perú (Bolivia), fue liberado en 1825. Sirvió en el Ministerio de Hacienda, cuando el general Antonio José de Sucre organizó el gobierno del naciente estado boliviano. Fue diputado por Potosí en el Congreso reunido allí en 1826, 1828 y 1831.
Por consejo de Francisco de Paula Quirós, dejó la carrera médica y se orientó a la jurisprudencia. Se graduó de abogado en la Universidad Mayor Real y Pontificia San Francisco Xavier de Chuquisaca en 1830.
Durante el régimen de la Confederación Perú-Boliviana fue oficial mayor del Ministerio de Gobierno del Estado Sud Peruano (1836), pasando luego a ser ministro del mismo despacho (1836) y ministro general (1838). A través de La Estrella Federal, editada en el Cuzco (1837-1839), defendió el programa político confederado. Fue también fiscal de la Corte Superior de Cuzco (1837).
Disuelta la Confederación en 1839, se dedicó al periodismo y editó La Libertad Restaurada (1839-1841), donde destacó los beneficios de la restauración de la unidad peruana. En Lima fue director del diario oficial El Peruano (1841).
Durante el breve gobierno del general Juan Crisóstomo Torrico (de 16 de agosto a 20 de octubre de 1842) fue secretario o ministro general, y luego ministro de Gobierno y Relaciones Exteriores, mientras que Manuel de Mendiburu se encargaba de las carteras de Guerra y Hacienda. Derrotado Torrico en la batalla de Agua Santa, y triunfante el general Francisco de Vidal, Carpio se trasladó a Chile.
Retornó al Perú tras el triunfo de la revolución constitucional de 1843-1844.
En el primer gobierno del mariscal Ramón Castilla fue nombrado ministro de Gobierno (1845),  pero al cabo de un año renunció por enfermedad. Como miembro del Consejo de Estado (desde 1845), ejerció la primera vicepresidencia entre 1852 y 1854, en el gobierno del general José Rufino Echenique.
Nombrado vocal de la Corte Suprema en 1851, fue cesado tras la batalla de La Palma de 1855, al ser considerado partidario del derrocado gobierno de Echenique. Se consagró entonces a su profesión y al periodismo. Fue nombrado decano del Colegio de Abogados en 1859.
Reconciliado con el segundo gobierno de Ramón Castilla (1858-1862), fue presidente del Consejo de Ministros y ministro de  Gobierno, Culto y Obras Públicas (1859-1860). Ejerció interinamente el ministerio de Relaciones Exteriores, reemplazando al canciller José Fabio Melgar, tío suyo (de 15 de septiembre de 1859 a 9 de junio de 1860).
En 1860 fue elegido senador por el departamento de Cuzco, llegando a ser presidente de su cámara y de la Comisión Permanente del Congreso (1861). Fue también restituido como vocal de la Corte Suprema (1867-1869).

## Obra poética
Su mediana vocación poética nació bajo la influencia de Mariano Melgar, el poeta fusilado en 1815 por los realistas y que era su tío materno. José Toribio Polo lo incluyó en El Parnaso Peruano o repertorio de poesías nacionales antiguas y modernas (1862), antología de poesía peruana, donde también figuran, entre otras medianías poéticas, composiciones de Manuel Bartolomé Ferreyros.
Su mejor composición, una «Oda al Misti» (volcán de Arequipa), a decir de Ricardo Palma no valía gran cosa, y según José de la Riva Agüero y Osma, se trata de una fallida imitación de los consagrados poetas Quintana y Olmedo.
Otras composiciones suyas, entre odas anacreónticas y silvas amatorias, aunque están bien trabajadas en la forma, son muy pobres en el fondo. No obstante, los poetas de su tiempo le guardaron mucha gratitud pues recibieron de él generosa protección. Su casa fue el centro de una activa tertulia de la Bohemia Limeña. Fue amigo personal y mecenas de Ricardo Palma.